# Иван Халачев (офицер)
Иван Стефанов Халачев е български офицер, генерал-майор от пехотата, участник в Балканската (1912 – 1913) и Междусъюзническата война (1913), офицер за поръчки в щаба на 11-а пехотна македонска дивизия и командир на батарея от 6-и артилерийски полк през Първата световна война (1915 – 1918).

## Биография
Иван Халачев е роден на 13 август 1887 г. в Шумен, Княжество България. През 1906 г. завършва в 26-и випуск на Военното на Негово Княжеско Височество училище и на 19 септември 1906 е произведен в чин подпоручик. През 1907 г. подпоручик Халачев е командир на батарея от 5-и артилерийски полк. На 22 септември 1909 е произведен в чин поручик. През 1912 г. като поручик от 5-и артилерийски полк кандидатства за обучение във Военната академия в София, като се класира втори по успех, но поради избухването на Балканската война е мобилизиран, започва обучението си едва 1915 г., когато е вече капитан, но избухва Първата световна война и първият випуск на военната академия така не завършва.
Взема участие в Балканската (1912 – 1913) и Междусъюзническата война (1913) и на 5 август 1913 е произведен в чин капитан.
През Първата световна война (1915 – 1918) капитан Халачев служи като офицер за поръчки в щаба на 11-а пехотна македонска дивизия (от 1916 г.), като за тази служба съгласно заповед №679 от 1917 е награден с Военен орден „За храброст“ IV степен, 1 клас. На 14 септември 1917 г. е произведен в чин майор. Служи и като командир на батарея от 6-и артилерийски полк, за която служба съгласно заповед №355 от 1921 г. е награден с Народен орден „За военна заслуга“ IV степен, 1 клас. През 1918 г. е назначен за командир на дружина от 7-и пехотен преславски полк.
След края на войната на 28 август 1920 г. е произведен в чин подполковник. На 1 септември 1921 поема командването на 5-и пехотен дунавски полк, на която служба е до 10 февруари 1923, след което от същата година е преподавател във Военното училище, от 1926 г. служи в 6-а пехотна търновска дружина, през 1928 г. е произведен в чин полковник, а през 1929 г. със заповед № 71 по Министерството на войната (МВ) е назначен за началник-щаб на 2-ра пехотна тракийска дивизия.
На 24 април 1930 г. съгласно заповед № 65 по МВ полковник Иван Халачев е назначен за командир на 9-и пехотен пловдивски полк, на която служба е до 1 май 1931, след което със заповед №47 от 1931 г. по МВ е назначен за началник-щаб на 2-ра военноинспекционна област, след което от 1933 г. със заповед № 90 по МВ е началник на учебния отдел в щаба на армията, а от следващата година със заповед № 47 по МВ е назначен за началник на отдел в щаба на армията. През 1935 г. е произведен в чин генерал-майор и същата година съгласно заповед № 70 по МВ е назначен за началник на 3-та военноинспекционна област, а по-късно същата година със заповед №323 по МВ е назначен за инспектор на артилерията. В началото на 1936 г. с Царска заповед № 18 е уволнен от служба.
По време на военната си кариера в периода до 1923 г. служи и като адютант на 6-а пехотна бдинска дивизия.
Генерал-майор Иван Халачев умира през 1967 г. и е погребан в Централните софийски гробища.

## Военни звания
- Подпоручик (19 септември 1906)
- Поручик (22 септември 1909)
- Капитан (5 август 1913)
- Майор (14 септември 1917)
- Подполковник (28 август 1920)
- Полковник (1928)
- Генерал-майор (1935)

## Образование
- Военно на Негово Княжеско Височество училище (до 1906)
- Военна академия в София (1915)

## Награди
- Народен орден „За военна заслуга“ V степен на военна лента
- Орден „Св. Александър“ V степен с мечове в средата
- Орден „Св. Александър“ IV степен с мечове в средата
- Военен орден „За храброст“ IV степен, 1 клас (1917)
- Народен орден „За военна заслуга“ IV степен, 1 клас (1921)